# Okręg wyborczy Lewisham West
Okręg wyborczy Lewisham West powstał w 1918 r. i wysyłał do brytyjskiej Izby Gmin jednego deputowanego. Okręg obejmował południowo-zachodnią część londyńskiej dzielnicy Lewisham. Został zlikwidowany w 2010 r.

## Deputowani do brytyjskiej Izby Gmin z okręgu Lewisham West
- 1918–1921: Edward Coates, Partia Konserwatywna
- 1921–1938: Philip Dawson, Partia Konserwatywna
- 1938–1945: Henry Brooke, Partia Konserwatywna
- 1945–1950: Arthur Skeffington, Partia Pracy
- 1950–1964: Henry Price, Partia Konserwatywna
- 1964–1966: Patrick McNair-Wilson, Partia Konserwatywna
- 1966–1970: James Dickens, Partia Pracy
- 1970–1974: John Gummer, Partia Konserwatywna
- 1974–1983: Christopher Price, Partia Pracy
- 1983–1992: John Maples, Partia Konserwatywna
- 1992–2010: Jim Dowd, Partia Pracy